# Llista de peixos de les illes de l'Almirallat

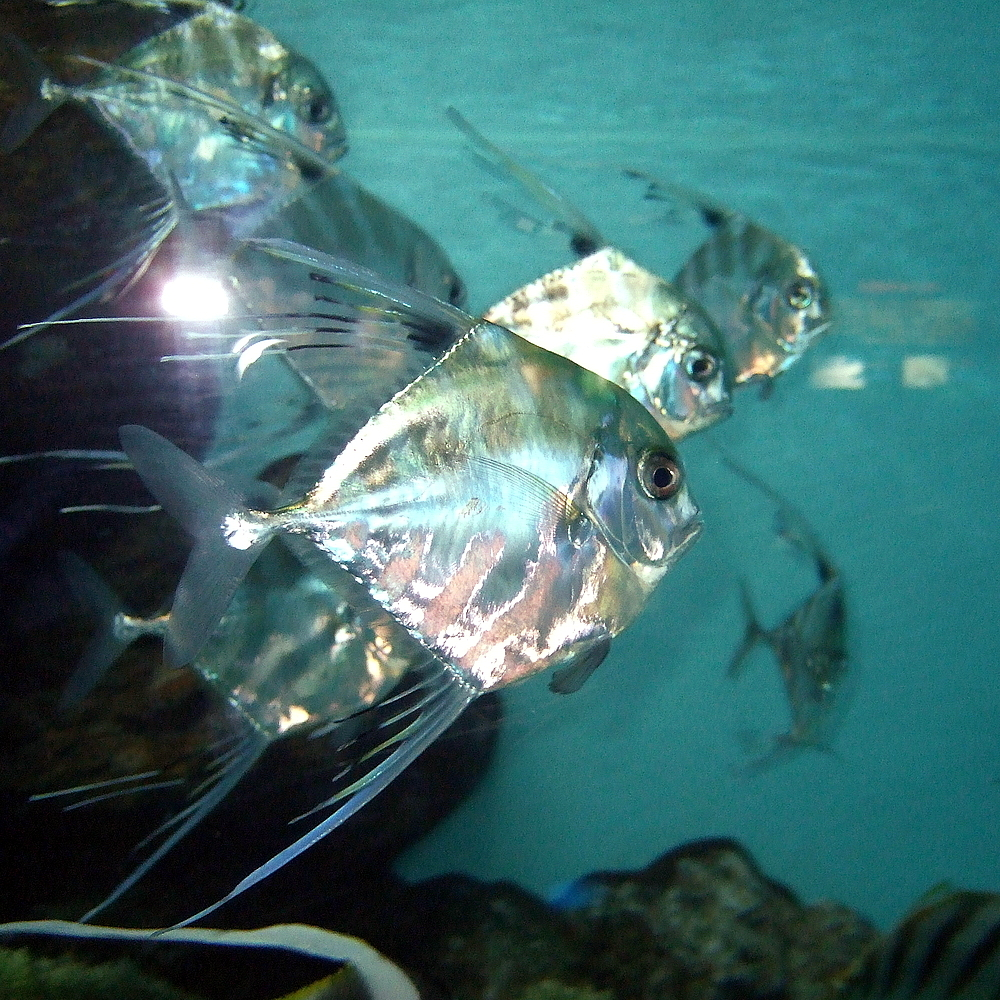
Alectis ciliaris

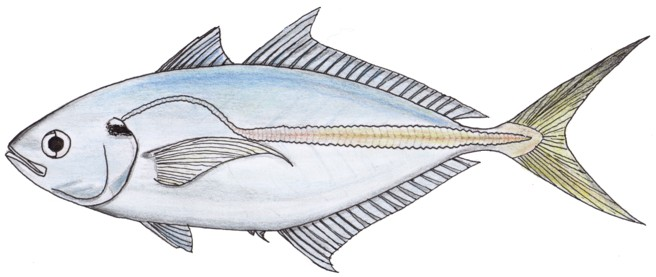
Alepes djedaba

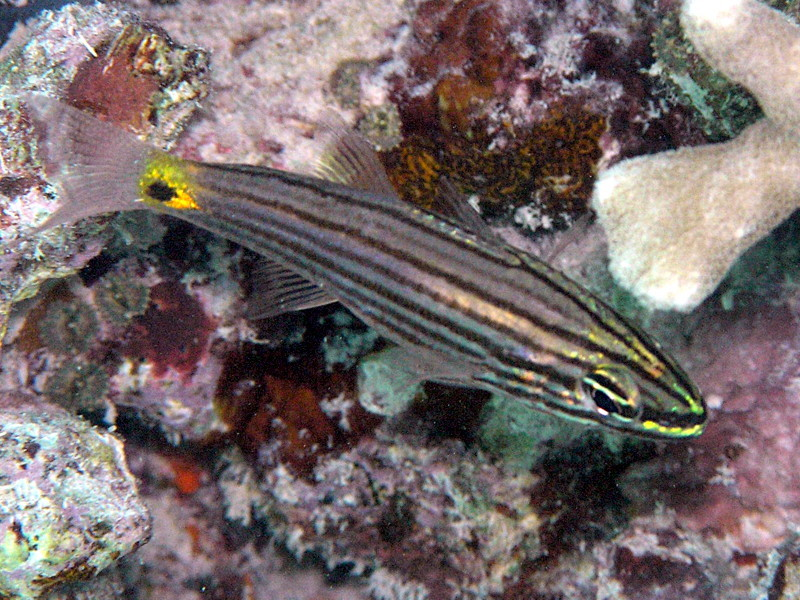
Cheilodipterus artus

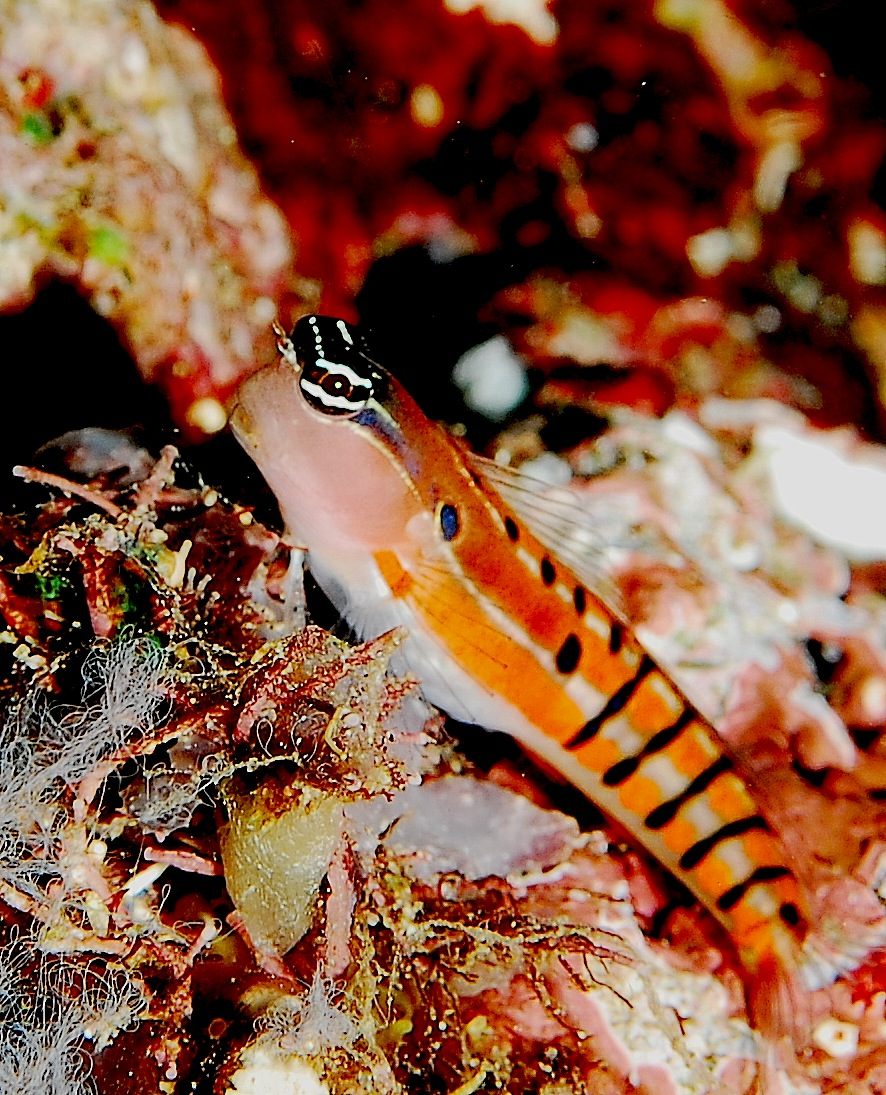
Ecsenius axelrodi

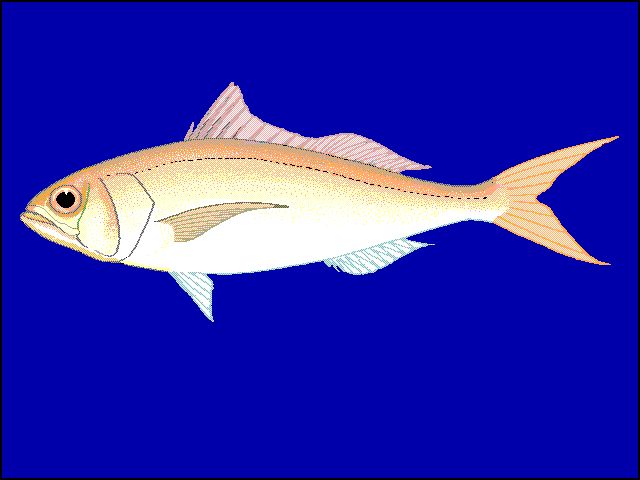
Etelis radiosus

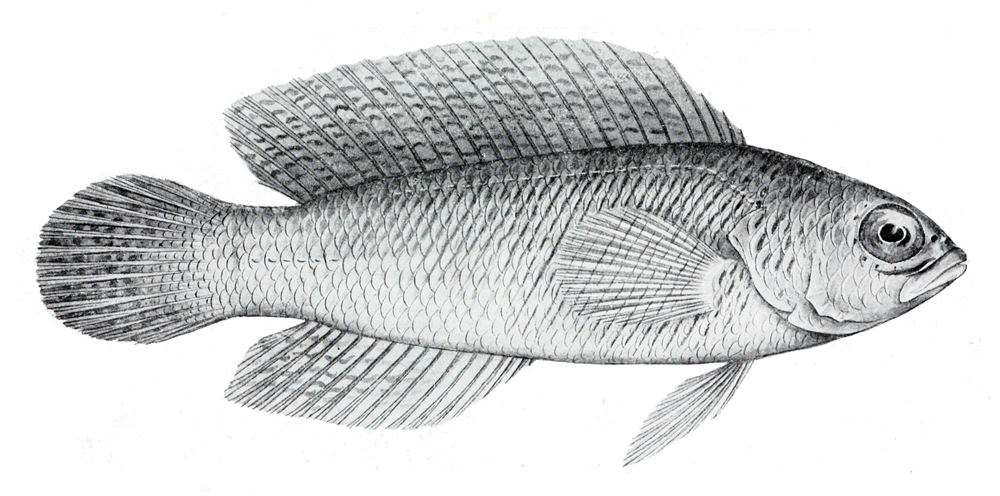
Cypho purpurascens

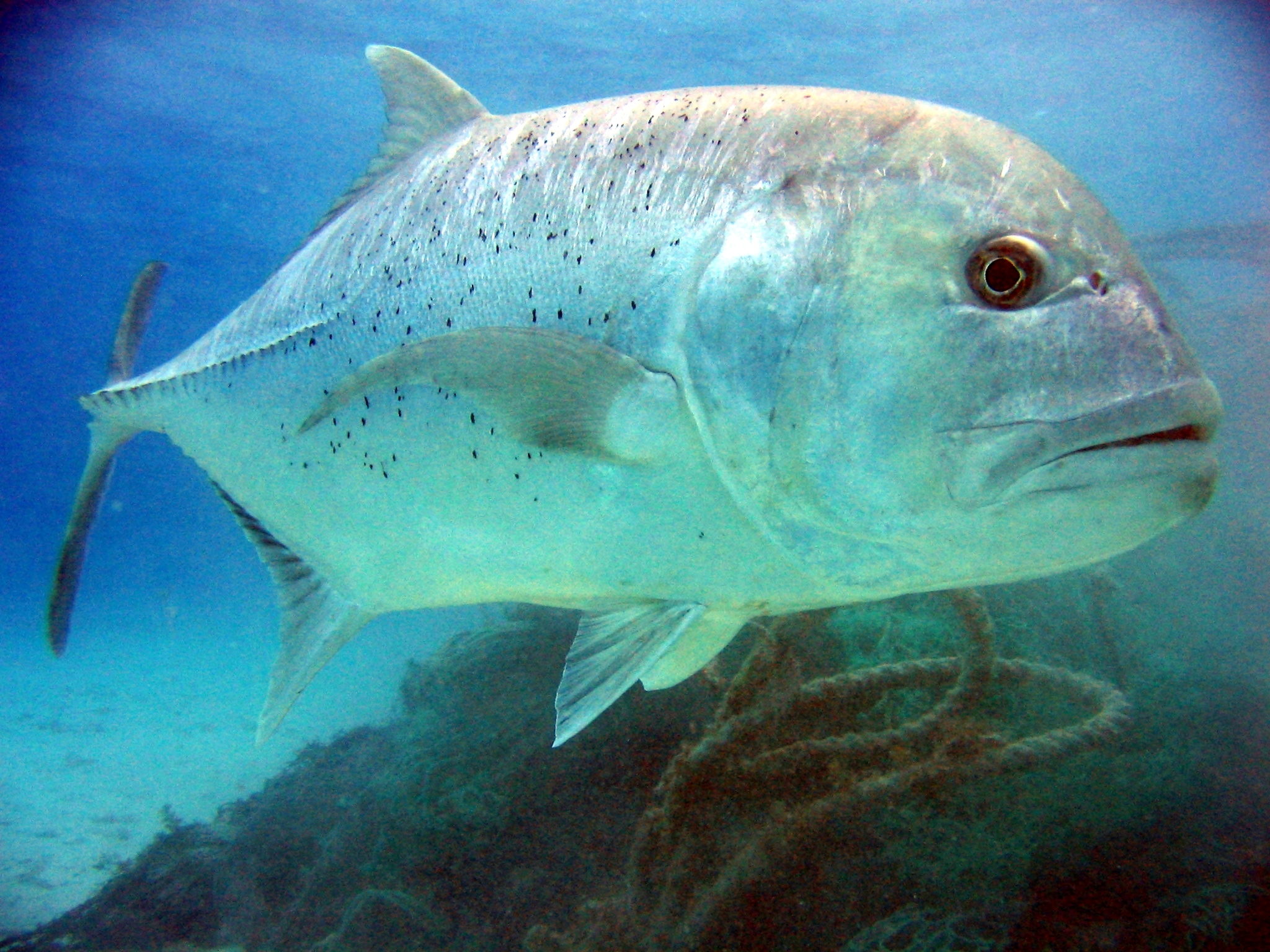
Caranx ignobilis

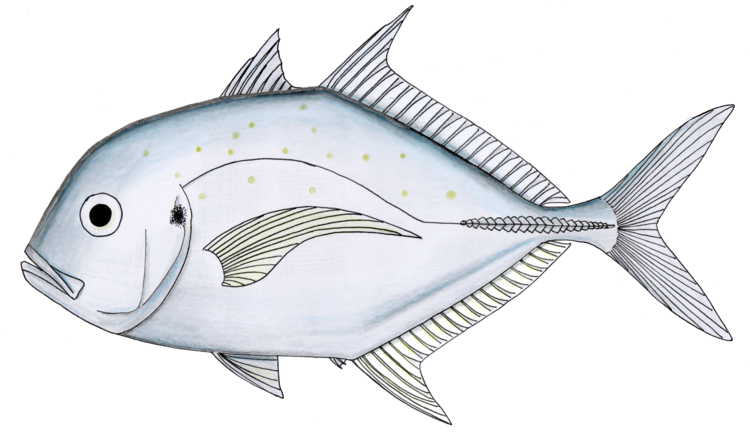
Carangoides coeruleopinnatus

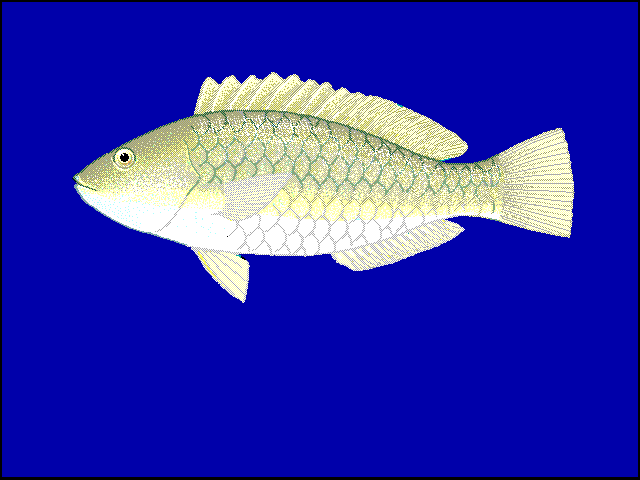
Calotomus spinidens

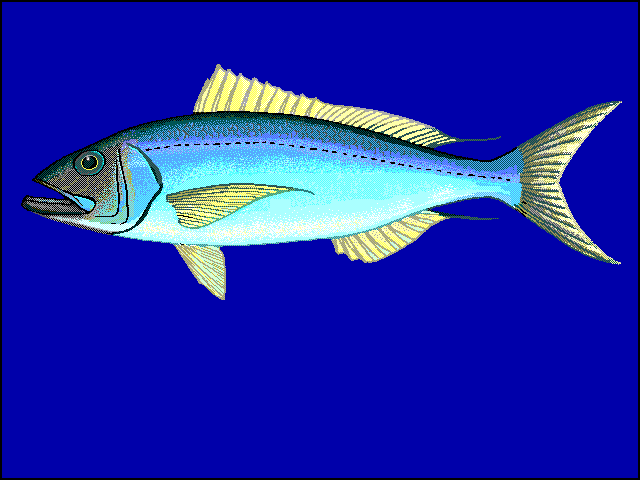
Aphareus furca

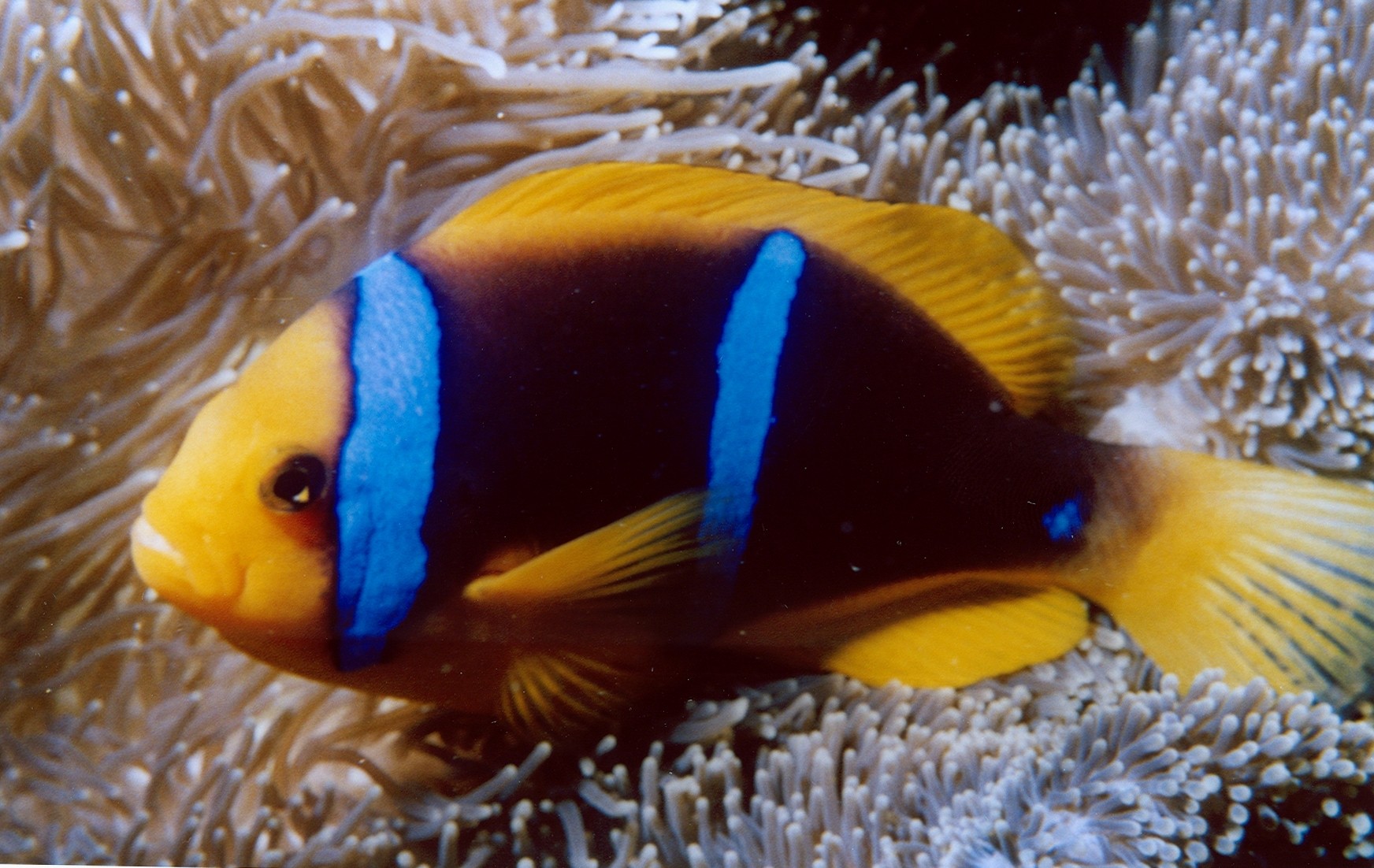
Amphiprion chrysopterus

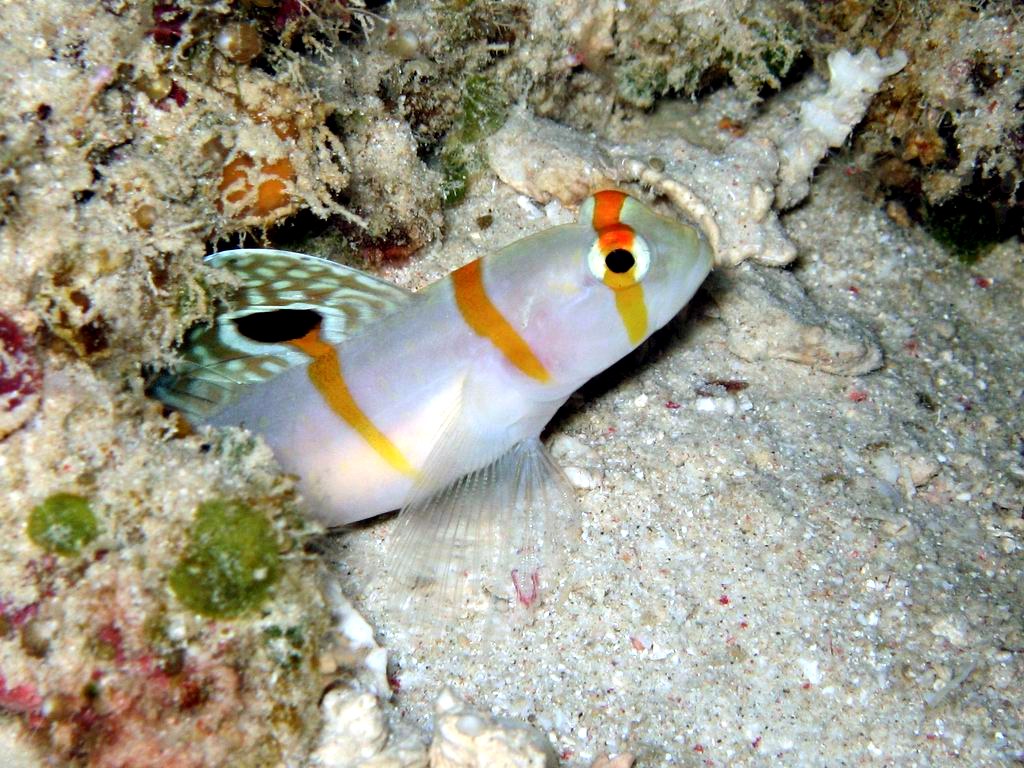
Amblyeleotris randalli

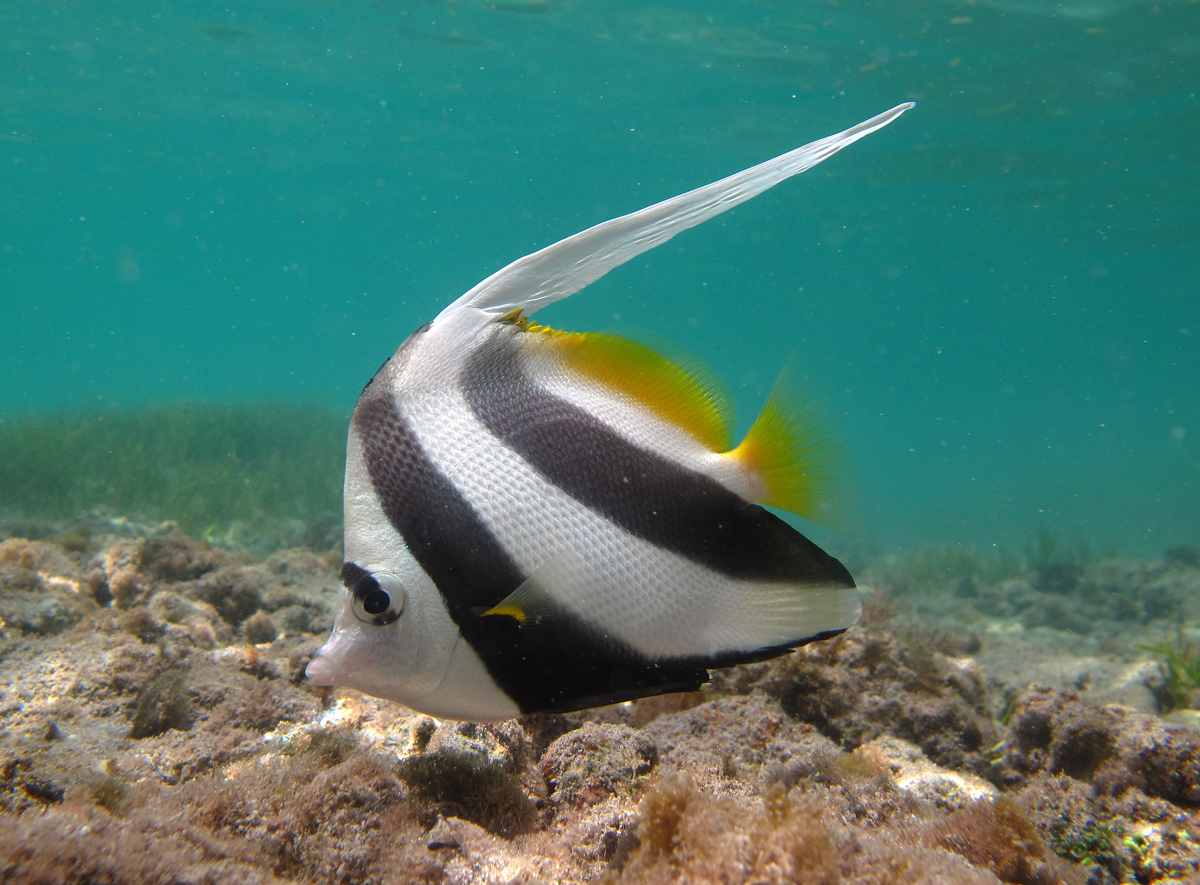
Heniochus acuminatus

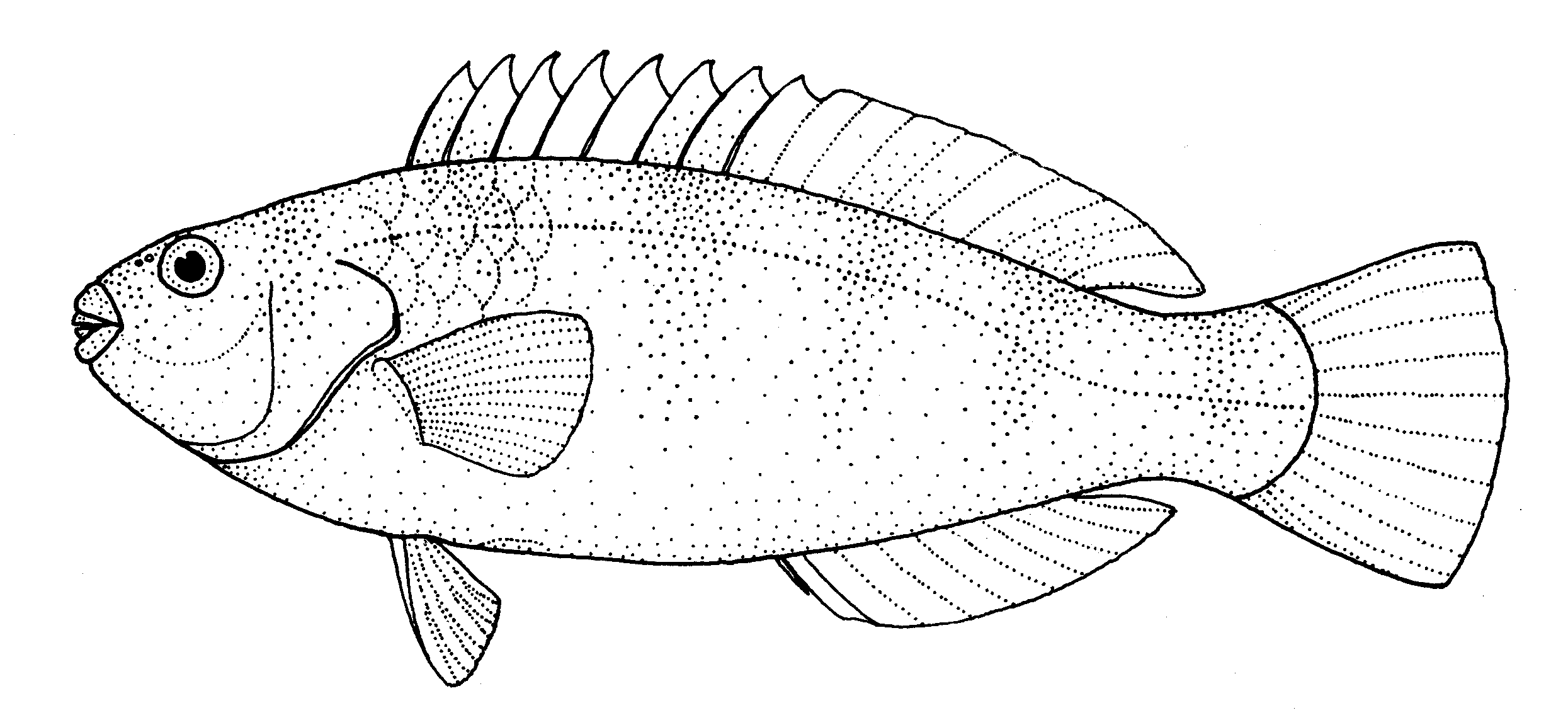
Leptoscarus vaigiensis

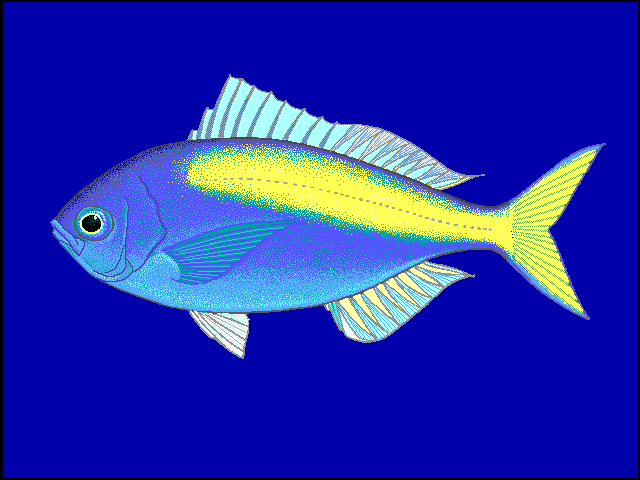
Paracaesio xanthura

Aquesta llista de peixos de les illes de l'Almirallat -incompleta- inclou 140 espècies de peixos que es poden trobar a les illes de l'Almirallat ordenades per l'ordre alfabètic de llur nom científic.

## A
- Alectis ciliaris
- Alectis indica
- Alepes djedaba'
- Amblyeleotris randalli
- Amphiprion chrysopterus'
- Amphiprion percula
- Aphareus furca
- Apogon coccineus
- Aprion virescens
- Atherinomorus endrachtensis
- Atule mate

## B
- Bunaka gyrinoides

## C
- Calotomus spinidens
- Calumia profunda
- Carangoides coeruleopinnatus
- Carangoides ferdau
- Carangoides gymnostethus
- Carangoides hedlandensis
- Carangoides oblongus
- Carangoides orthogrammus
- Carangoides plagiotaenia
- Caranx ignobilis
- Caranx melampygus
- Caranx sexfasciatus
- Caranx tille
- Centropyge nigriocella
- Cephalopholis spiloparaea
- Cheilodipterus artus
- Chromis alpha
- Chrysiptera parasema
- Chrysiptera rollandi
- Coryphaena hippurus
- Ctenochaetus binotatus
- Ctenogobiops tangaroai
- Cypho purpurascens

## D
- Decapterus macrosoma

## E
- Ecsenius axelrodi
- Ecsenius prooculis
- Eleotris acanthopoma
- Epinephelus melanostigma
- Etelis carbunculus
- Etelis coruscans
- Etelis radiosus

## G
- Gazza achlamys
- Gempylus serpens
- Gnathodentex aureolineatus
- Gymnocranius elongatus
- Gymnocranius euanus
- Gymnocranius grandoculis

## H
- Heniochus acuminatus
- Heniochus monoceros

## I
- Istiophorus platypterus

## K
- Koumansetta rainfordi

## L
- Leptoscarus vaigiensis
- Lethrinus amboinensis
- Lethrinus atkinsoni
- Lethrinus erythracanthus
- Lethrinus erythropterus
- Lethrinus genivittatus
- Lethrinus harak
- Lethrinus lentjan
- Lethrinus microdon
- Lethrinus nebulosus'
- Lethrinus obsoletus
- Lethrinus olivaceus
- Lethrinus ornatus
- Lethrinus rubrioperculatus
- Lethrinus semicinctus
- Lethrinus variegatus
- Lipocheilus carnolabrum
- Lophiodes naresi
- Lutjanus argentimaculatus
- Lutjanus biguttatus
- Lutjanus bohar
- Lutjanus boutton
- Lutjanus ehrenbergii
- Lutjanus erythropterus
- Lutjanus fulvus
- Lutjanus gibbus''
- Lutjanus kasmira
- Lutjanus lunulatus
- Lutjanus malabaricus
- Lutjanus monostigma
- Lutjanus quinquelineatus
- Lutjanus rivulatus
- Lutjanus russellii
- Lutjanus semicinctus
- Lutjanus timoriensis

## M
- Macolor macularis
- Macolor niger
- Megalaspis cordyla
- Monotaxis grandoculis

## N
- Naucrates ductor
- Nealotus tripes
- Nemateleotris magnifica
- Nematops microstoma

## P
- Paracaesio kusakarii
- Paracaesio xanthura
- Parapriacanthus ransonneti
- Parioglossus nudus
- Pervagor nigrolineatus
- Pictichromis paccagnellae
- Pictichromis porphyrea
- Plectranthias longimanus
- Pristipomoides argyrogrammicus
- Pristipomoides auricilla
- Pristipomoides filamentosus
- Pristipomoides flavipinnis
- Pristipomoides multidens
- Pristipomoides sieboldii
- Pristipomoides typus
- Pristipomoides zonatus
- Pseudamia gelatinosa
- Pseudanthias dispar
- Pseudoplesiops knighti
- Pseudoplesiops revellei
- Pseudoplesiops rosae
- Pterois radiata

## R
- Rastrelliger kanagurta
- Rhabdosargus sarba
- Rhincodon typus
- Rudarius minutus

## S
- Scomberoides lysan
- Selar boops
- Selar crumenophthalmus
- Selaroides leptolepis
- Seriola dumerili
- Seriola rivoliana
- Stenogobius hoesei
- Stiphodon atratus
- Symphorichthys spilurus
- Symphorus nematophorus

## T
- Taeniopsetta ocellata
- Thunnus alalunga
- Thunnus albacares
- Thunnus obesus
- Trachinotus baillonii
- Trachinotus blochii

## W
- Wattsia mossambica

## Z
- Zenarchopterus dunckeri[1]